# 1074
Високе Середньовіччя  •  Золота доба ісламу  •  Реконкіста  •  Київська Русь

## Геополітична ситуація
Візантію очолює Михайло VII. Генріх IV є королем Німеччини, а  Філіп I — королем Франції.
Апеннінський півострів розділений між численними державами: північ належить Священній Римській імперії,  середню частину займає Папська область, південна частина півострова окупована норманами. Деякі міста півночі: Венеція,  Генуя, мають статус міст-республік.
Південь Піренейського півострова займають численні емірати, що утворилися після розпаду Кордовського халіфату. Північну частину півострова займають християнські Кастилія, Леон (Астурія, Галісія), Наварра, Арагон та Барселона. Вільгельм Завойовник став королем Англії,  Олаф III є королем  Норвегії, а Свейн II Данський — Данії.
У Київській Русі великим князем став Святослав Ярославич. У Польщі княжить Болеслав II Сміливий.  Хорватію  очолює Петар Крешимир IV.  На чолі королівства Угорщина став Геза I.
Аббасидський халіфат очолює аль-Каїм під патронатом сельджуків, які окупували Персію, в Єгипті владу утримують Фатіміди, у Магрибі панують Альморавіди, у Середній Азії правлять Караханіди, Газневіди втримують частину Індії. У Китаї продовжується правління династії Сун. Значною державою в Індії є Чола. В Японії триває період Хей'ан.

## Події
- Едгар Етелінг, останній претендент на англійський трон із англосаксів, підкорився Вільгельму Завойовнику.
- 2 лютого вожді саксонського повстання уклали мир з королем Німеччини Генріхом IV. Генріху довелося погодитися знести королівські замки в Саксонії, пообіцяти ніколи там не жити, відпустити на волю з поверненням майна заарештованих магнатів.
- Папа Григорій VII своєю буллою закликав усіх християн прийти на допомогу Константинополю, якому загрожували турки-сельджуки.
- Церковний собор в Римі прийняв декрети, що засуджували симонію і миколаїзм. Відлучено від церкви нормандського авантюриста й володаря півдня Італії Роберта Гвіскара за те, що він не склав омаж папі.
- Королем Угорщини став Геза I, перемігши в битві свого двоюрідного брата Шаламона.